# Miquel Torres i Carbó
Miquel Torres i Carbó (Vilafranca del Penedès, 1909-1991) fou un empresari vitícola català.
En morir el seu pare el 1932, s'ha de fer càrrec de l'empresa familiar molt jove. Ho va poder fer amb l'ajuda de la seva mare. Malgrat la crisi provocada en la producció de vi i brandi a la comarca del Penedès durant la guerra civil espanyola (el celler fou bombardejat) i la Segona Guerra Mundial, va refer la seva empresa familiar, Bodegas Torres (fundada el 1870), va ampliar els vinyers i va iniciar l'elaboració de vins embotellats, creant les conegudes marques Viña Sol, Gran Viña Sol, Sangre de Toro, Coronas i Viña Esmeralda. També va impulsar definitivament la projecció internacional dels seus vins i brandies quan el 1979, va adquirir un nou celler a la Vall Central de Xile (Curicó), envoltada per un extens vinyer, i el 1983 va adquirir 25 hectàrees de vinyer a Sonoma Valley (Califòrnia). També va construir el celler on avui s'elaboren els vins de chardonnay i pinot noir de Marimar Torres. El 1990 va rebre la Creu de Sant Jordi.